# Perception
Perception Boxed Set (с англ. — «Восприятие, комплект в коробке») — сборник мультимедийных версий первых 6 альбомов американской группы The Doors, выпущенный в 2006 году. Каждый альбом содержит два диска — CD и DVD. На компакт-дисках — студийные альбомы группы, записанные при жизни Джима Моррисона, и прошедшие процедуру ремастеринга на цифровой аппаратуре, а также бонус-треки к ним. DVD-версии альбомов включают полные их записи в многоканальных форматах, а также фото- и видеоматериалы.
К двойным альбомам в картонных обложках прилагаются буклеты с пояснительными статьями и текстами песен. Общая коробка имеет форму двери с глазком, посмотрев в который, можно наблюдать несколько фотографий участников группы.
Данным изданием звукозаписывающая компания отметила 40-летие группы.

## 1.The Doors
The Doors (с англ. — «Двери») из комплекта дисков Perception — восстановленная через ремастеринг мультимедийная версия оригинального альбома группы 1967 года, состоящая из двух дисков — CD и DVD.
Данная версия альбома отличается от существовавшего уже 40 лет оригинала. По несовпадению аккордов и времени проигрывания песен на альбоме и синглах было установлено, что общеизвестный оригинал записан на замедленной скорости с заниженными «бемольными тонами». Брюс Ботник, в статье к буклету альбома объясняет это тем, что при перезаписи оригинального материала на Электре произошёл технический сбой — либо источник записи мотал плёнку медленнее, либо записывающая аппаратура крутила плёнку быстрее.
С помощью ремастеринга удалось вернуть альбому реальную скорость (теперь он звучит быстрее, в некоторых случаях это существенно заметно) и правильные тона (приблизительно на ½ тона выше). Вследствие произведённых операций пластинка приобрела иное звучание: теперь слышно Рея и Робби в тех местах, где раньше их слышно не было.
В композиции «Break on Through» смикширована концовка «she get high», взятая из нестудийного выступления группы. Первоначально этого выражение в песне не было по соображением цензуры, но теперь на её прибавлении настояла сама записывающая компания. В композиции «The End» употребляется также изначально отсутствовавшее fuck, а также отчётливые возгласы «Kill, kill, kill…». Именно эту версию песни можно слышать в обновлённой режиссёрской версии фильма Апокалипсис сегодня.
Буклет к альбому содержит две статьи, фотографии и тексты всех песен. На DVD-диске представлены различные многоканальные миксы альбома, а также видео и фотоматериалы.

| 1.-11. The Doors — время звучания не совпадает с оригиналом Бонус-треки 12. «Moonlight Drive» (версия 1) 13. «Moonlight Drive» (версия 2) 14. «Indian Summer» (вокал, 19 августа 1966) | - Полный альбом и бонус-треки в форматах: - Dolby Digital 5.1 Surround Sound - DTS 5.1 Surround Sound - Dolby Stereo - MLP 96/24 5.1 - MLP 96/24 2.0 - Видео 1. Break on Through (To the Other Side) (музыкальное видео) 2. The End (Soundstage Performance, 1967) — выступление на ТВ-шоу в Торонто, без Эдиповой части. |

## 2.Strange Days
Strange Days (с англ. — «Странные дни») из комплекта дисков Perception — восстановленная через ремастеринг мультимедийная версия оригинального альбома группы 1967 года, состоящая из двух дисков — CD и DVD.
Буклет к альбому содержит две статьи, фотографии и тексты всех песен. На DVD-диске представлены различные многоканальные миксы альбома, а также видео и фотоматериалы.

| 1.-10. Strange Days Бонус-треки 11. «People are Strange» (фальстарты и диалоги) — иллюстрация процесса записи песен в студии 12. «Love Me Two Times» (дубль 3) | - Полный альбом и бонус-треки в форматах: - Dolby Digital 5.1 Surround Sound - DTS 5.1 Surround Sound - Dolby Stereo - Видео 1. Love Me Two Times (концерт в Европе, 1968; включает рефрен из Texas Radio & the Big Beat) — чёрно-белое видео 2. When the Music’s Over (концерт в Европе, 1968) — чёрно-белое видео Видеоряд записан в студии, во второй записи фигурируют отрывки живых выступлений группы. |

## 3.Waiting for the Sun
Waiting for the Sun (с англ. — «В ожидании солнца») из комплекта дисков Perception — восстановленная через ремастеринг мультимедийная версия оригинального альбома группы 1968 года, состоящая из двух дисков — CD и DVD.
Буклет к альбому содержит две статьи, фотографии и тексты всех песен. На DVD-диске представлены различные многоканальные миксы альбома, а также видео и фотоматериалы.

| 1.-11. Waiting for the Sun Бонус-треки 12. «Albinoni’s Adagio in G Minor» 13. «Not to Touch the Earth» (диалог) 14. «Not to Touch the Earth» (дубль 1) 15. «Not to Touch the Earth» (дубль 2) 16. «Celebration of the Lizard» (эксперимент / рабочий материал) | - Полный альбом и бонус-треки в форматах: - Dolby Digital 5.1 Surround Sound - DTS 5.1 Surround Sound - Dolby Stereo - Видео 1. Spanish Caravan (концерт в Голливуд-боул, 1968) 2. The Unknown Soldier (студийное выступление, Дания, 1968) |

## 4.The Soft Parade
The Soft Parade (с англ. — «Тихий парад») из комплекта дисков Perception — восстановленная через ремастеринг мультимедийная версия оригинального альбома группы 1969 года, состоящая из двух дисков — CD и DVD.
Буклет к альбому содержит две статьи, фотографии и тексты всех песен. На DVD-диске представлены различные многоканальные миксы альбома, а также видео и фотоматериалы.

| 1.-9. The Soft Parade Бонус-треки 10. Who Scared You 11. Whiskey, Mystics and Men (версия 1) 12. Whiskey, Mystics and Men (версия 2) 13. Push Push 14. Touch me (диалог) 15. Touch me (дубль 3) | - Полный альбом и бонус треки в форматах: - Dolby Digital 5.1 Surround Sound - DTS 5.1 Surround Sound - Dolby Stereo - Видео 1. The Soft Parade (студийное выступление, Нью-Йорк, 1969) 2. Tell All the People (студийное выступление, Нью-Йорк, 1969) |

## 5.Morrison Hotel
Morrison Hotel (с англ. — «Отель Моррисона») из комплекта дисков Perception — восстановленная через ремастеринг мультимедийная версия оригинального альбома группы 1970 года, состоящая из двух дисков — CD и DVD.
Буклет к альбому содержит две статьи, фотографии и тексты всех песен. На DVD-диске представлены различные многоканальные миксы альбома, а также видео и фотоматериалы.

| 1.-11. Morrison Hotel Бонус-треки 12. «Talking Blues» 13. «Roadhouse Blues» (4 ноября 1969, дубли 1-3) 14. «Roadhouse Blues» (4 ноября 1969, дубль 6) 15. «Carol» (4 ноября 1969) 16. «Roadhouse Blues» (5 ноября 1969, дубль 1) 17. «Money Beats Soul» (5 ноября 1969) 18. «Roadhouse Blues» (5 ноября 1969, дубли 13-15) 19. «Peace Frog» (фальстарты и диалоги) 20. «The Spy» (версия 2) 21. «Queen of the Highway» (джазовая версия) | - Полный альбом и бонус треки в форматах: - Dolby Digital 5.1 Surround Sound - DTS 5.1 Surround Sound - Dolby Stereo - Видео 1. Roadhouse Blues (музыкальное видео) 2. Wild Child (музыкальное видео) |

## 6.L.A. Woman
L.A. Woman (с англ. — «Женщина из Лос-Анджелеса») из комплекта дисков Perception — восстановленная через ремастеринг мультимедийная версия оригинального альбома группы 1971 года, состоящая из двух дисков — CD и DVD.
Буклет к альбому содержит две статьи, фотографии и тексты всех песен. На DVD-диске представлены различные многоканальные миксы альбома, а также видео и фотоматериалы.

| 1.-10. L.A. Woman Бонус-треки 11. «Orange Country Suite» 12. «(You Need Meat) Don’t Go No Further» | - Полный альбом и бонус треки в форматах: - Dolby Digital 5.1 Surround Sound - DTS 5.1 Surround Sound - Dolby Stereo - Видео 1. The Changeling (музыкальное видео) 2. Crawling King Snake (отснятый материал из репетиций The Doors для австралийского ТВ, 1971) |

## Участники записи
- Джим Моррисон — вокал.
- Рэй Манзарек — клавишные, маримба.
- Робби Кригер — гитара.
- Джон Денсмор — ударные.
- Дуг Лубан — бас-гитара (некоторые композиции).